# Madonna del Sasso
Madonna del Sasso – miejscowość i gmina we Włoszech, w regionie Piemont, w prowincji Cusio Ossola.
W 2004 roku gminę zamieszkiwało 445 osób, 29,7 os./km².